# Synodontis schall
Synodontis schall е вид лъчеперка от семейство Mochokidae.

## Разпространение
Видът е разпространен в Бенин, Буркина Фасо, Гана, Гвинея, Гвинея-Бисау, Египет, Еритрея, Етиопия, Камерун, Кения, Кот д'Ивоар, Мавритания, Мали, Нигер, Нигерия, Сенегал, Того, Уганда, Централноафриканска република, Чад и Южен Судан.